# Веслава Мазуркевич
Веслава Мазуркевич (пол. Wiesława Mazurkiewicz; 25 березня 1926, Лодзь, Польща — 20 квітня 2021, Варшава, Польща) — польська акторка.

## Біографія
1952 року закінчила «Польську сучасну театральну школу» в Лодзі. Її театральний дебют відбувся 7 червня 1951 року у Новому театрі у Лодзі. Веслава Мазуркевич, після успішних театральних ролей у Лодзі (1951—1963), перейшла на театральні сцени Варшави (1963—1991). Вона була нагороджена у 1979 році золотим хрестом заслуг.

## Фільмографія
Веслава Мазуркевич знялася у понад п'ятдесяти кінофільмах (1954—2008), найвідоміші її ролі:
- 1954 — Недалеко від Варшави — буфетниця
- 1958 — Маленькі драми — продавчиня
- 1958 — Вільне місто — Ковальська, дружина начальника пошти
- 1959 — Скандал через Басі — Канівську
- 1963 — Кодова назва «Нектар» — Ева Сенніцька, сестра Яцека
- 1966 — Фараон — королева Нікотріс (номінація на премію «Оскар»)
- 1967 — Ставка більша за життя — майорка Ханна Бозель
- 1967 — Зося — мати Зосі
- 1970 — Локіс — мати Юлії
- 1970 — Гідрозагадка — квітниця
- 1974 — Потоп — тітка Кульвецовна (номінація на премію «Оскар»)
- 1978 — Роман і Магда — мати Романа
- 1986 — Попередження — суддя Зембжуска (телесеріал)